# Die Taube (Giambattista Basile)

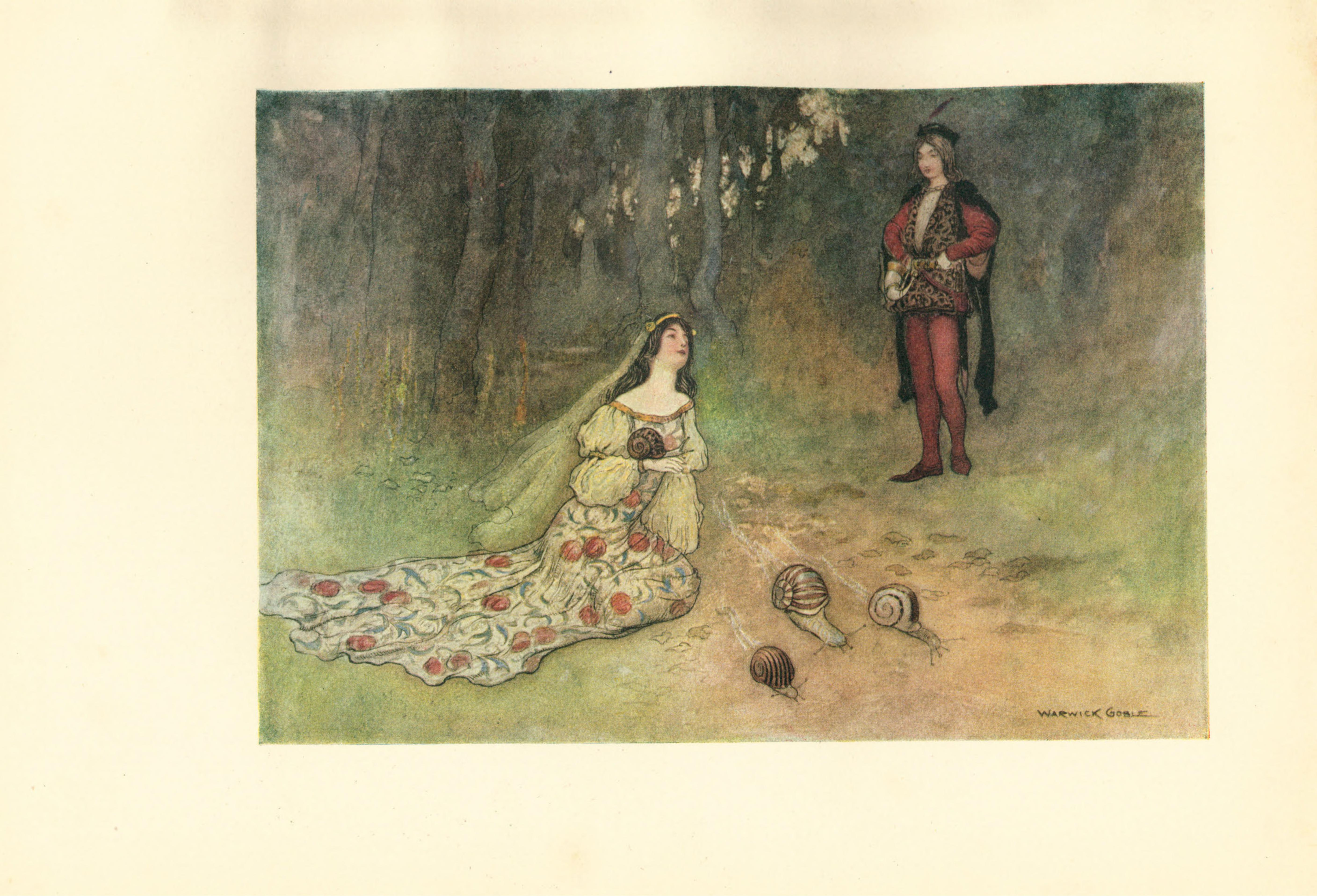
Illustration von Warwick Goble, 1911

Die Taube (neapolitanisches Original: La palomma) ist ein Märchen (AaTh 408, 313). Es steht in Giambattista Basiles Sammlung Pentameron als siebte Erzählung des zweiten Tages (II,7).

## Inhalt
Der Prinz wirft beim Jagen zum Spaß einer Alten den Bohnentopf um. Die verflucht ihn, ein Mädchen mit böser Mutter zu lieben. Er findet die Schöne, tauscht Liebesworte, da kommt ihre hässliche Mutter. Der Prinz muss Land umgraben, bis sie abends am Haar ihrer Tochter wieder ins Haus steigt, dann Holz spalten in Mengen. Er verzweifelt, doch die Tochter hilft mit Feenkräften, flieht mit ihm und wartet in einer Grotte. Ihre Mutter verflucht ihn, die Liebste beim ersten Kuss seiner Mutter zu vergessen, die hat ihm auch eine Braut besorgt. Seine Frau heuert verkleidet als Küchenjunge an und versteckt in der Hochzeitspastete eine Taube, die ihm seine Treulosigkeit vorhält. Er erinnert sich, und die andere geht freiwillig. Die Alte erscheint nochmal und verwünscht ihn, doch seine Frau beruhigt ihn.

## Bemerkungen
Die geschädigte Alte rächt sich in Gestalt der Stiefmutter, dann der eigenen Mutter, und droht zuletzt mit Untreue der Frau: „Wer Bohnen sät, dem wachsen Hörner“. Vgl. zum umgeworfenen Topf (AaTh 408) schon die Rahmenhandlung des Pentameron, zu den Haaren als Seil II,1 Petrosinella, zur vergessenen Braut in Männerkleidern III,3 Viso, III,6 Der Knoblauchwald, III,9 Rosella, IV,6 Die drei Kronen, zur Fee IV,5 Der Drache, V,4 Der goldene Stamm, zur Taube V,9 Die drei Zitronen. Rudolf Schenda vergleicht bei Gonzenbach Nr. 13, Nr. 15, v. a. Nr. 54 Von Autumunti und Paccaredda, in Pitrès sizilianischer Sammlung Nr. 13 Bianca-comu-nivi (deutsch Pitre/Schenda/Senn Märchen aus Sizilien Nr. 11 Weiß-wie-Schnee-rot-wie-Feuer), De Simone Nr. 1, Nr. 66 und neuere Varianten in Cirese/Serafinis Tradizioni orali non cantate. Vgl. in Grimms Märchen besonders Der Trommler, De beiden Künigeskinner, Bechsteins Die drei Nüsse.